# Alberto Santos-Dumont
Alberto Santos-Dumont (ur. 20 lipca 1873 w Palmyrze, zm. 25 lipca 1932 w Guarujá) – brazylijski pionier lotnictwa.

## Życiorys
Urodził się 20 lipca 1873 w miejscowości Palmyra w stanie Minas Gerais w Brazylii w zamożnej rodzinie plantatorów kawy. Jego przodkowie wywodzili się z francuskiej emigracji z początku XIX w. W dzieciństwie przeczytał wszystkie dostępne książki Juliusza Verne'a. W wieku piętnastu lat wyjechał z rodzicami do Paryża, gdzie zamieszkał. Interesował się tam żywo nauką i osiągnięciami techniki, zwłaszcza silnikami spalinowymi. Pracował jako mechanik i kierowca, a jego znaczącym osiągnięciem w tej dziedzinie było w 1901 pokonanie samochodem Panhard-Levassor 6CV trasy Paryż – Nicea w 54 godziny.

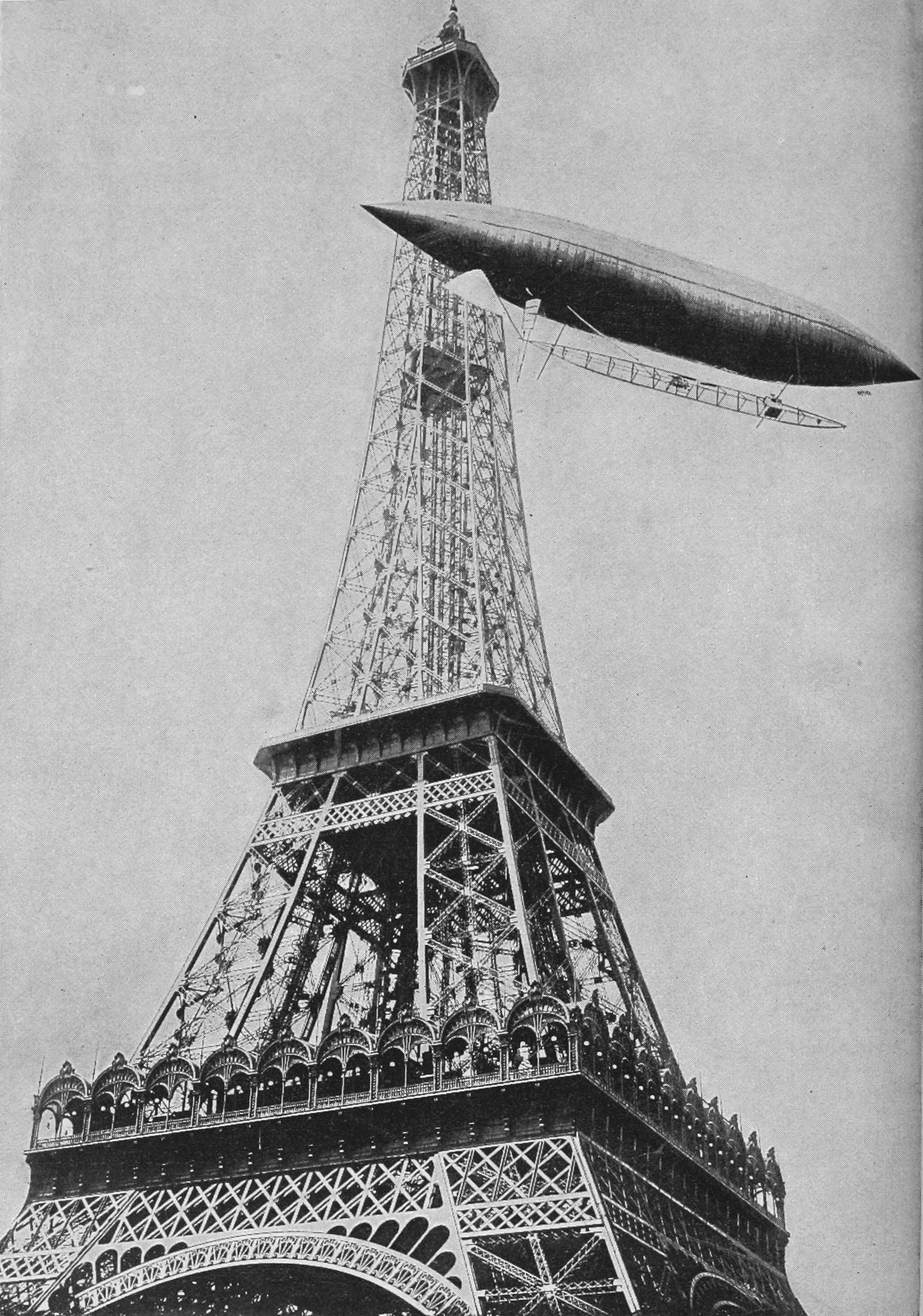
Lot sterowca No. 6 wokół wieży Eiffla, 1901

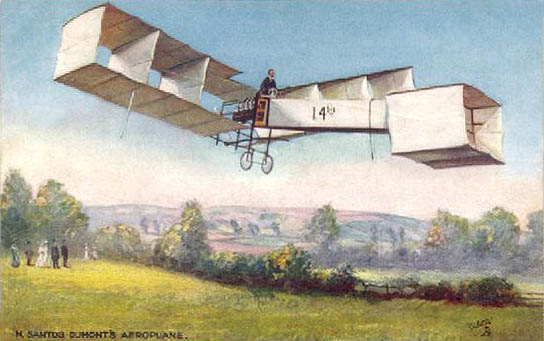
Alberto Santos-Dumont pilotuje swój samolot No. 14-bis

Zafascynowany lotami balonowymi, podjął próby skonstruowania balonu, którym można by dowolnie sterować – sterowca. Pierwszy statek powietrzny tego typu skonstruował w 1898, nie był on jednak w pełni udany. W ciągu następnych kilku lat zbudował i wypróbował kolejne konstrukcje. Sukces przyniósł mu sterowiec No. 6 skonstruowany w 1901, którym 19 października 1901 wystartował z parku w Saint-Cloud, okrążył wieżę Eiffla i powrócił w czasie poniżej pół godziny. Przelot ten przyniósł mu wielką sławę i Nagrodę Deutscha de la Meurthe w wysokości 100 000 franków, z czego połowę oddał na pomoc dla biednych. Od 1903 Santos-Dumont prowadził komercyjne loty swoich sterowców nad Paryżem z bazy lotniczej w Neuilly. W 1905 podjął próbę skonstruowania śmigłowca, jednakże nie uwieńczoną powodzeniem.
W 1904 pojechał na wystawę do USA, gdzie m.in. spotkał się z prezydentem Theodorem Rooseveltem, zainteresowanym sterowcami. Dowiedział się tam też o sukcesach braci Wright. Pod ich wpływem, w 1906 sam zaczął konstruować samoloty, szybowce oraz śmigłowce.
30 września 1906 roku reprezentując USA wziął udział w Pucharze Gordona Bennetta zajmując 14 pozycję. Jako ciekawostkę można uznać, że jako jedyny w całym cyklu tych zawodów startował balonem wyposażonym w silnik. Podczas lotu kurtka pilota zaplątała się w śmigło wobec czego musiał zakończyć swój lot po pokonaniu 134,00 km.
23 października 1906 samolotem swojej konstrukcji No. 14-bis, Santos-Dumont przeleciał na oczach publiczności odległość 60 m, zdobywając nagrodę Ernesta Archdeacona, ufundowaną za przelot co najmniej 25 m. 12 listopada przeleciał dystans 220 m w czasie 22 sekund. Wprawdzie były to odległości mniejsze, niż osiągane już przez braci Wright, niemniej jednak stanowiły pierwsze europejskie i oficjalnie zatwierdzone rekordy długości przelotu. Ponadto, zwolennicy tezy, że to konstrukcja Santos-Dumonta była pierwszym udanym samolotem podkreślają, że w przeciwieństwie do samolotów braci Wright, jego No. 14bis miał podwozie, na którym mógł wystartować o własnych siłach ze zwykłego płaskiego terenu, bez użycia szyny lub potrzeby startu pod wiatr. Jego samolot No. 14-bis był maszyną dwupłatową w układzie kaczki, o skrzydłach zbudowanych na zasadzie latawca skrzynkowego, z silnikiem o mocy 50 KM, napędzającym śmigło pchające. Kolejny – ostatni projekt samolotu Santos-Dumonta z 1909, ultralekki (118 kg) „Demoiselle” („Ważka”) (numery od 19 do 22), odniósł spory sukces komercyjny jak na tamte czasy. Zbudowano pewną liczbę tych samolotów dzięki planom udostępnionym za darmo przez Santos-Dumonta entuzjastom lotnictwa.
Sukcesy Santos-Dumonta przyniosły mu zaskakującą sławę. Znany już wówczas producent zegarków Cartier zadedykował lotnikowi pierwszy w historii seryjny zegarek-bransoletę, nazwany: „Santos”. Sława lotnika-konstruktora dotarła również za ocean, gdzie jego rodzinne miasto zmieniło na jego cześć nazwę na „Santos Dumont”.
Po 1910 Santos-Dumont zapadł na stwardnienie rozsiane i zaprzestał konstrukcji nowych samolotów. Przez pewien czas przebywał w klinice Val Mont w Glion koło Montreux w Szwajcarii, a w latach 1927–1932 mieszkał w tej miejscowości w „Villa Ribaupierre”. Nabył tam nawet niewielką działkę z zamiarem budowy własnego domu.
W 1928 przyjechał do Brazylii w glorii pioniera lotnictwa. Ciężkim ciosem dla niego był jednak wypadek lotniczy, który rozegrał się na jego oczach: hydroplan wysłany na jego powitanie w Rio de Janeiro rozbił się na wodach zatoki, a nikt z załogi nie przeżył katastrofy.
Ponieważ od czasów I wojny światowej samoloty zaczęły stanowić istotny element uzbrojenia wszystkich armii, Santos-Dumonta pod koniec życia coraz dotkliwiej prześladowała wizja odpowiedzialności za cierpienia ludzi, do których przyczynił się swoimi konstrukcjami. Kiedy w 1932 Armia Brazylijska, głucha na jego apele, użyła samolotów do zbombardowania powstania w São Paulo, konstruktor całkowicie upadł na duchu. Zmarł wkrótce potem – 25 lipca 1932 (przypuszczalnie popełnił samobójstwo w związku z chorobą i depresją).

## Odznaczenia i nagrody
- Wielki Oficer Legii Honorowej (1930, Francja)[3]
- Krzyż Wielki Orderu Zasługi dla Kultury (2006, Brazylia)[4] – pośmiertnie
- Grande Médaille de l'Aéro-Club de France (1901, Francja)